# Coupe des îles Caïmans de football
La Cayman Islands FA Cup ou Coupe des îles Caïmans de football est une compétition placée sous l'égide de la Fédération des îles Caïmans de football.

## Palmarès

### Par édition
- 1995/96 : East End United
- 1996/97 : inconnu
- 1997/98 : George Town SC
- 1998/99 : inconnu
- 1999/00 : inconnu
- 2000/01 : Bodden Town FC 3-0 Scholars International
- 2001/02 : George Town SC 4-0 Scholars International
- 2002/03 : Scholars International 2-1 Bodden Town FC
- 2003/04 : Latinos FC 2-1 George Town SC
- 2004/05 : Western Union FC 2-0 Scholars International
- 2005/06 : Scholars International 2-0 Money Express
- 2006/07 : Latinos FC 3-0 Elite SC
- 2007/08 : Scholars International 1-0 Elite SC
- 2008/09 : Bodden Town FC 3-1 Elite SC
- 2009/10 : George Town SC 1-0 Tigers FC
- 2010/11 : George Town SC 5-0 Cayman Athletic SC
- 2011/12 : Scholars International 1-0 George Town SC
- 2012/13 : Bodden Town FC 3-2 Roma United SC
- 2013/14 : Elite SC 1-0 Roma United SC
- 2014/15 : Cayman Athletic SC 3-2 Elite SC
- 2015/16 : Elite SC 2-0 Bodden Town FC
- 2016/17 : Bodden Town FC 2-1 Academy SC
- 2017/18 : Academy SC 1-0 Elite SC
- 2018/19 : Elite SC 3-1 ap Academy SC
- 2019/20 : Coupe non tenue

### Par club
| Club                      | Nombre de titres | Années                             |
| ------------------------- | ---------------- | ---------------------------------- |
| George Town SC            | 4                | 1997-98, 2001-02, 2009-10, 2010-11 |
| Bodden Town FC            | 4                | 2000-01, 2008-09, 2012-13, 2016-17 |
| Scholars International SC | 4                | 2002-03, 2005-06, 2007-08, 2011-12 |
| Elite SC                  | 3                | 2013-14, 2015-16, 2018-19          |
| Latinos FC                | 2                | 2003-04, 2006-07                   |
| East End United           | 1                | 1995-96                            |
| Wester United FC          | 1                | 2004-05                            |
| Cayman Athletic SC        | 1                | 2014-15                            |
| Academy SC                | 1                | 2017-18                            |